# Gervais Chardon
Pour les articles homonymes, voir Chardon.
Gervais Chardon est un religieux et théologien français du XVIIe siècle, né en 1620, mort le 21 décembre 1686 à Riom.

## Biographie
Il est le fils d'un maréchal-ferrant de Froid-Fond. Il, fait ses premières études en petite  école. Pour achever son éducation littéraire, il doit subvenir à ses besoins et solder les frais d'étude, de remplir l'office de précepteur auprès de quelques jeunes gens. On parle de son mérite à l'évêque d'Angers, Henri Arnauld. 
Il est appelé dans son diocèse et chargé d'enseigner la philosophie à Saint-Nicolas d'Angers. Chardon se consacra pendant 4 ans à cet enseignement. Il brigue la chaire de théologie, qu'il obtient et occupe pendant 18 ans. Il est à la même époque chantre de Saint-Maurice d'Angers. 
Il s'engage dans les contestations provoquées par l' Augustinus de Cornelius Jansen, évêque d'Ypres, et dénoncé comme partisan des opinions nouvelles, il est exilé à Riom, le 9 juillet 1676, malgré la protection de l'évêque d'Angers. Il vit en exil pendant 10 ans. Il meurt le 21 décembre 1686. Les chanoines de Saint-Amable de Riom l'ensevelirent dans leur église, avec les cérémonies qu'ils observaient à l'inhumation de leur doyen.
Gervais Chardon a laissé un cours de théologie écrit de sa main, en quatre volumes. Cet ouvrage est perdu.